# Арекипа
Вижте пояснителната страница за други значения на Арекипа.
Арекѝпа (на испански: Arequipa) е град в Южно Перу, център на едноименен регион и провинция. Разположен е на 2380 m надморска височина в подножието на вулкана Ел Мисти в Андите. Населението на града е 904 931 души от преброяването през 2009 година, което го прави втори по големина в страната след столицата, Лима.

## История
Археологически находки показват, че плодородната долина, в която се намира Арекипа, е заселена още през 6 хилядолетие пр.н.е. През 15 век областта, която е обитавана от народността аймара, е завладяна от инките и се превръща във важен производител на селскостопански стоки в тяхната империя. Самият град Арекипа е основан на 15 август 1540 от Гарси Мануел де Карбахал, пратеник на испанския конкистадор Франсиско Писаро. Година по-късно император Карл V дава на селището статут на град и му дава герба, използван и в наши дни. През следващите няколко века градът има най-голям дял на испанско население в цяло Перу и до днес са запазени много паметници на колониалната архитектура.
По време на войните за независимост в началото на 19 век Арекипа е важен център на националистите. Градът остава относително изолиран до 1870, когато построяването на Южната железница го свързва с Такна и тихоокеанските пристанища. По време на Тихоокеанската война (1879 – 1883) е основен център на операциите на перуанската армия. През 30-те години на 20 век градът е свързан и с Панамериканската магистрала, което помага за утвърждаването му като основен търговски център в Южно Перу.

## Други
- В града има два големи университета – държавният Национален университет Сан Агустин и частният Католически университет Санта Мария.
- Историческият център на града е обявен за обект на световното наследство на ЮНЕСКО.
- Арекипа е тежко засегнат от земетресения през 1868 и 2001 (7,9 по скалата на Рихтер).
- В Арекипа е роден писателят Марио Варгас Льоса (р. 1936).
- През 1899 чрез фотографии, направени в Арекипа, е открит Феба, първият спътник открит по фотографския метод.

## Побратимени градове
- Акапулко, Мексико, от 1998 г.